# Petersen House
La Petersen House è una casa a schiera in stile d'architettura federale del XIX secolo situata al 516 10th Street NW a Washington. La mattina del 15 aprile 1865, il Presidente degli Stati Uniti d'America Abraham Lincoln vi morì dopo essere stato colpito la sera precedente al Teatro Ford, situato dall'altra parte della strada.
Venne fatta costruire nel 1849 da William A. Petersen, un sarto tedesco americano. Il futuro vicepresidente degli Stati Uniti d'America John C. Breckinridge, un amico della famiglia Lincoln, una volta affittò questa abitazione nel 1852. Nel 1865 serviva come pensione. È stato un museo sin dagli anni 1930.

## Omicidio del presidente

La stanza in cui morì il presidente.

La sera del 14 aprile 1865, un Venerdì santo, Lincoln e sua moglie Mary Todd parteciparono ad una rappresentazione di Our American Cousin.
Poco dopo le ore 22 John Wilkes Booth, un attore e simpatizzante sudista, fece irruzione nel palco lasciato incustodito e sparò al presidente degli Stati Uniti d'America nella parte posteriore della testa.
Anche Henry Rathbone e Clara Harris si trovavano in quel frangente nel palco riservato, ed il primo subì gravi ferite da arma da fuoco nel tentativo di impedire la fuga dell'assassino. Alcuni medici accorsi, tra cui l'ufficiale Charles Augustus Leale e Charles Sabin Taft, esaminarono immediatamente il ferito prima di trasferirlo dall'altra parte della strada verso la Petersen House, dove il proprietario Henry Safford li guidò all'interno.
Almarin Cooley Richards, sovrintendente della polizia metropolitana di Washington, stava assistendo anch'egli allo spettacolo teatrale ed avvio celermente le relative indagini. Nel retro dell'abitazione il commissario ascoltò ed interrogò i testimoni e quindi ordinò l'arresto di Booth.

Il cuscino macchiato di sangue, foto di Carol M. Highsmith.

I sanitari continuarono intanto a rimuovere i coaguli di sangue che via via si formavano sulla ferita e versarono il liquido cerebrale in eccesso e la materia cranica da dove il proiettile era penetrato nel tentativo di alleviare la pressione sul cervello. Tuttavia l'emorragia esterna ed interna proseguì per tutta la nottata.
Fino all'alba avanzata le guardie chiamate sul posto pattugliarono all'esterno per impedire agli astanti di entrare nella casa. I membri del Gabinetto di Lincoln, i generali unionisti e vari altri membri del Congresso poterono vedere il Presidente.
Lincoln morì in casa il 15 aprile del 1865, alle ore 7:22; aveva 56 anni. Gli individui presenti nella stanza quando spirò includevano suo figlio Robert Todd Lincoln, il senatore Charles Sumner, i generali Henry Halleck, Richard James Oglesby e Montgomery Cunningham Meigs, ed il Segretario alla Guerra Edwin McMasters Stanton.
Booth sarà infine scovato in Virginia 11 giorni dopo dove fu colpito ripetutamente dalle forze dell'Union Army, morendo a sua volta due ore dopo.

L'esterno della Petersen House negli anni 1910.

## Monumento
A partire dal 1933 il National Park Service l'ha mantenuta come museo storico, ricreando la scena al momento della morte di Lincoln. Il letto che Lincoln occupava e altri oggetti della camera da letto erano stati acquistati dal collezionista di Chicago Charles Frederick Gunther e ora sono di proprietà ed esposti al Chicago History Museum. Tuttavia le repliche hanno preso il loro posto. Il cuscino macchiato di sangue e le federe sono gli stessi utilizzati a suo tempo dal presidente morente.
Nel XXI secolo la Petersen House è amministrata dal National Park Service come parte del "Ford's Theatre National Historic Site". Solitamente è aperta ai visitatori tutti i giorni dalle ore 9:00 alle 17:00; l'ingresso è gratuito ma richiede un biglietto orario.